# Una ragazza innocente
Una ragazza innocente (箱入娘?, Hakoiri musume) è un film del 1935 diretto da Yasujirō Ozu.
Si tratta di un film prodotto dalla Shochiku, oggi perduto.

## Trama
Otsune vuole far sposare sua figlia Oshige col figlio di un grossista di cotone. Sebbene sia innamorata di Arata, Oshige reprime i suoi sentimenti ed è obbediente a sua madre. Kihachi interrompe il matrimonio per consentire a Oshige e Arata di vivere il loro amore.